# 荃湾区
座標: 北緯22度22分28秒 東経114度6分54秒 / 北緯22.37444度 東経114.11500度

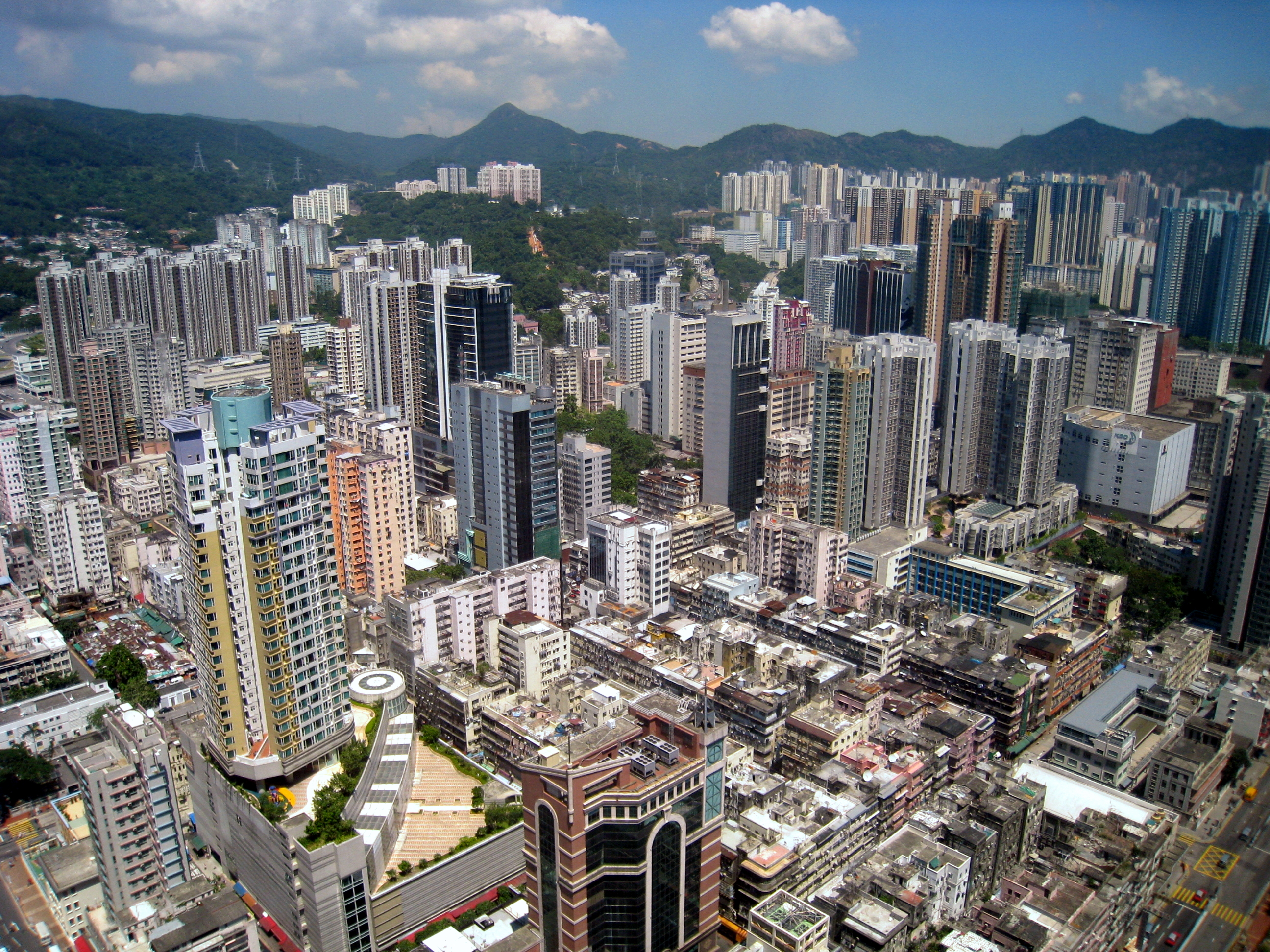

荃湾区（せんわんく、広東語読み：チュンワンキョイ）は、香港の18の行政区画のうちのひとつ。新界に位置し、香港ディズニーランド所在地、香港中心部とはMTRの荃湾線、屯馬線によって結ばれている。住民の平均所得は新界のうち最高である。
荃湾は荃湾ニュータウン（荃湾新市鎮）の一部に含まれる。

## 歴史
1982年に現在の荃湾区と葵青区の地域を含めて成立した。1980年代の半ばに葵涌及青衣区が分割され、後に葵青区と改名された。

## 教育

### 中学校
- 廖宝珊紀念書院（中国語版）
- 荃湾官立中学（中国語版）
- 荃湾聖芳済中学（中国語版）
- 可風中学（嗇色園主弁）（中国語版）
- 荃湾公立何伝耀紀念中学（中国語版）
- 路徳会呂明才中学（中国語版）
- 宝安商会王少清中学（中国語版）
- 博愛医院歴届総理聯誼会梁省徳中学（中国語版）
- 保良局李城璧中学（中国語版）
- 保良局姚連生中学（中国語版）
- 仁済医院林百欣中学（中国語版）
- 聖公会李炳中学（中国語版）
- 紡織学会美国商会胡漢輝中学（中国語版）

### 小学校
- 中華基督教会全完第一小学（中国語版）
- 荃湾公立何伝耀紀念小学
- 霊光小学（中国語版）
- 天佑小学（中国語版）
- 荃湾官立小学（中国語版）
- 海壩街官立小学（中国語版）
- 荃湾潮州公学（中国語版）
- 荃湾天主教小学（中国語版）
- 路徳会聖十架学校（中国語版）
- 柴湾角天主教小学（中国語版）
- 香港道教聯合会円玄学院石囲角小学（中国語版）
- 中華基督教会基慧小学（中国語版）
- 宝血会伍季明紀念学校
- 中華基督教会基慧小学（馬湾）（中国語版）
- 天主教石鐘山紀念小学（中国語版）
- 香港浸信会聯会小学（中国語版）
- 宝血会思源学校（中国語版）
- 深井天主教小学（中国語版）
- 梨木樹天主教小学（中国語版）
- 嗇色園主弁可信学校（中国語版）
- 聖公会主愛小学（梨木樹）（中国語版）
- 玫瑰蕾小学

## 島
- 長索
- 馬湾
- 岩口石
- 半山石
- 燈籠洲（中国語版）

## 交通
荃湾地区には荃湾線、屯馬線の２つの鉄道路線が乗り入れる。
珀麗湾客運有限公司は馬湾の珀麗湾 - 青衣駅間と馬湾 - 葵芳間のバス便、馬湾 - 中環間と馬湾 - 荃湾西約（MTR駅の横）間のフェリーを運営している。
また荃湾に接続する何十ものバス路線があり、そのほとんどが九龍バスにより、いくつかは城巴有限公司により運営されている。
尚、当区は歴史的には新界であるが、タクシーの運行地域区分の上では九龍地区およびランタオ島域として扱われ、走行するタクシーは赤（香港島や九龍地区と同じ）および青（ランタオ島内）となっているので、空港などからタクシーに乗車する際は注意が必要である。

### 鉄道
- 香港MTR
  - ■屯馬線

（屯門方面）- 荃湾西駅 -（烏渓沙方面）
  - ■荃湾線

荃湾駅 - 大窩口駅 -（中環方面）
  - ■東涌線

（東涌方面）- 欣澳駅 -（香港駅方面）
  - ■迪士尼線（ディズニーランドリゾート線）

欣澳駅 - 迪士尼駅

### 道路
- ：汀九橋（中国語版）、大欖トンネル（中国語版）
- ：荃湾路（中国語版）
- ：青馬大橋、馬湾高架道路（中国語版）、汲水門大橋、北大嶼山公路（中国語版）
- ：屯門公路、象鼻山路（中国語版）、城門トンネル（中国語版）

市区道路
- 青荃橋（中国語版）
- 徳士古道（中国語版）
- 大河道（中国語版）
- 和宜合道（中国語版）
- 沙咀道（中国語版）
- 楊屋道（中国語版）
- 西楼角路（中国語版）
- 海安路（中国語版）
- 大涌道（中国語版）
- 青山公路ー青龍頭段（中国語版）
- 青荃路（中国語版）
- 竹篙湾公路（中国語版）
- 神奇道（中国語版）
- 幻想道（中国語版）

郊区道路
- 荃錦公路（中国語版）